# Kerry Armstrong
Kerry Michelle Armstrong (nacida el 12 de septiembre de 1958) es una actriz y autora australiana. Es una de las dos únicas actrices en ganar dos premios del Instituto de Cine Australiano en el mismo año, ganando Mejor Actriz en un Papel Protagónico por Lantana y Mejor Actriz en un Papel Protagónico en un Drama Televisivo por SeaChange en 2001.
Después de sus primeros papeles televisivos en Australia, incluidos Prisoner (1979) y Skyways (1980), Armstrong se mudó a los Estados Unidos en 1981, donde interpretó a Ofelia en Hamlet e Isabella en Medida por medida en el Arena Stage de Washington D. C., y tuvo una papel en el serial Dinastía (1985-1986). Regresó a Australia en 1987. Sus otros papeles televisivos incluyen MDA (2002-03) y Bed of Roses (2008-2011). 

## Carrera

### Primeros años
Armstrong apareció tanto en papeles de actuación como de presentación en la televisión australiana en la década de 1970 y principios de 1980. Uno de sus primeros papeles actorales fue en la serie de televisión Marion, estrenada en marzo de 1974. Apareció como una chica del clima de GTV-9, y luego en un papel dramático, apareciendo como Lynn 'Wonky' Warner, un personaje original en el drama carcelario de mujeres deNetwork 10, Prisoner. Inicialmente planeada para durar 16 episodios, la serie continuó y Armstrong apareció en los primeros 44 episodios. Luego cambió a otro papel continuo en la serie dramática Skyways durante 49 episodios. En 1981 fue copresentadora de la serie Together Tonight de Network 10 con Greg Evans. En 1981, Armstrong se casó con el guitarrista rítmico Brad Robinson de la banda de rock Australian Crawl. Armstrong y Robinson coescribieron "Easy on Your Own", una pista del segundo álbum de Australian Crawl, Sirocco, y el lado B del sencillo "Errol".

### Estados Unidos yDinastía
Armstrong se mudó a los Estados Unidos en 1981, donde estudió con Herbert Berghof y Uta Hagen en el HB Studio en la ciudad de Nueva York con una beca de actuación. Con la Playwrights Foundation del estudio, interpretó a Julieta en Romeo y Julieta de Shakespeare, Ofelia en Hamlet e Isabel en Medida por medida en el Arena Stage de Washington D. C. Para obtener la residencia, Armstrong y Robinson acordaron que ella tendría que casarse con un ciudadano estadounidense, por lo que se separaron y ella se casó con su amigo Alexander Bernstein. Armstrong sólo tenía un acuerdo profesional con Bernstein, pero su larga distancia con Robinson disolvió su relación. En los EE. UU., interpretó a Christine en Dalliance de Tom Stoppard en el Long Wharf Theatre de New Haven, Connecticut, tuvo un papel continuo en la serie diurna One Life to Live y se convirtió en parte de The Actors' Gang junto con John Cusack y Tim Robbins. Después de trabajar en las obras del grupo, Armstrong apareció en siete episodios de Dinastía como Elena, duquesa de Branagh. Robbins y Armstrong se involucraron sentimentalmente. Cusack, Robbins y Armstrong audicionaron para Saturday Night Live, pero solo a Armstrong se le ofreció un papel, que ella rechazó. También fue estrella invitada en el episodio de 1984 Murder, She Wrote "Death Takes a Curtain Call".  

### Regreso a Australia
En 1987, Armstrong regresó a Australia tras la muerte de su abuela. A principios de la década de 1990, volvió a actuar en series de televisión australianas, incluidas Police Rescue, Ocean Girl, Come In Spinner, All Together Now y Halfway Across the Galaxy y Turn Left. En 1991, Armstrong fue nominada al premio AFI a la Mejor Actriz por su papel en la película Hunting, estrenada por Paramount en Estados Unidos.
En 1998, a Armstrong le ofrecieron el papel de Heather Jelly en la serie de televisión SeaChange, la siempre devota pero sufrida esposa del corrupto alcalde local Bob (John Howard). El papel le valió elogios de la crítica y obtuvo varios premios. Cuando SeaChange terminó en 2000, Armstrong continuó con su trabajo teatral y también apareció en Lantana, la premiada película de Ray Lawrence, también protagonizada por Anthony LaPaglia, Barbara Hershey, Geoffrey Rush, Glenn Robbins y Vince Colosimo.
Armstrong ganó el premio Inside Film (IF), el premio del Círculo de Críticos de Cine de Australia y el premio AFI por su actuación en Lantana. Ese mismo año ganó otro premio AFI, por la última temporada de SeaChange, convirtiéndola en la segunda actriz en ganar dos premios AFI en un año. La primera fue Sacha Horler por su papel principal en Praise en 1998 y su papel secundario en Soft Fruit en 1999, otorgado en 1999.
En 2002, Armstrong se unió al elenco del drama médico-legal MDA en ABC junto a Jason Donovan y Shane Bourne. Sin embargo, dejó la serie al final de su segunda temporada. En la serie su personaje, la Dra. Ella Davis, dejó la firma que era el foco del programa. Después de MDA, Armstrong apareció en las películas One Perfect Day, Oyster Farmer, Virus, Car Pool y Razzle Dazzle. El 10 de mayo de 2008, ABC-TV comenzó a proyectar una serie de seis capítulos Bed of Roses con Armstrong en el papel principal de Louisa Atherton. En 2008 apareció en la película Reservations. En 2010, Bed of Roses regresó para una segunda temporada en ABC seguida de una tercera y última temporada en 2011. Ese mismo año protagonizó el cortometraje The Forgotten Men, junto a Jack Thompson y Gyton Grantley. En 2016, Armstrong regresó a las pantallas australianas en la serie The Wrong Girl para Network 10.

### Autora
Armstrong escribió un libro de autoayuda, The Circles, publicado el 1 de noviembre de 2003. Describió el libro como un ejercicio práctico para empoderar a las personas. En mayo de 2008, Armstrong le dijo al Herald Sun que la editorial estadounidense del libro, Beyond Words, había recibido una llamada de un gran club de lectura de Estados Unidos que quería 21.000 copias del libro.
Su segundo libro, Fool on the Hill, publicado en marzo de 2006, trata sobre la naturaleza de la personalidad. Una guía de viajes, Newcomer's Handbook for New York City, fue coeditada con Belden Merims en 1996.

### Perfil público
Armstrong ha trabajado con varias organizaciones benéficas, incluidas Childwise, Big hART, y Cure for Life Foundation, que patrocina la investigación sobre tratamientos de tumores cerebrales. En 2006, interpretó a Cure for Life en la quinta temporada de Dancing with the Stars. Armstrong y su compañero de baile, Christopher Ryan, fueron la tercera pareja eliminada del espectáculo.
Armstrong se ha opuesto públicamente a la Guerra de Irak y, en protesta, se sentó en las escaleras del Parlamento victoriano con un sostén morado para llamar la atención sobre su causa.
En octubre de 2008, Armstrong apareció como el rostro de una campaña publicitaria de "rompiendo mitos" de Coca-Cola Amatil, creada por la agencia Singleton Ogilvy & Mather. Titulado "Kerry Armstrong on Motherhood and Myth Busting", el anuncio impreso pretendía corregir "mitos y conjeturas" sobre las bebidas de Coca-Cola. Afirmando que sus tres hijos la llamaban "mamá, la destructora de mitos", Armstrong rechazó las sugerencias de que la Coca-Cola "pudre los dientes", "engorda" y está "llena de cafeína".
En abril de 2009, la Comisión Australiana de la Competencia y del Consumidor dictaminó que los anuncios de Coca-Cola en los que aparecía Armstrong eran engañosos. El presidente de la ACCC, Graeme Samuel, dijo: "Los mensajes de Coca-Cola eran totalmente inaceptables, creando una impresión que probablemente induzca a error de que Coca-Cola no puede contribuir al aumento de peso, la obesidad y las caries".

## Vida personal
Armstrong nació en Melbourne en 1958. En 1981, Armstrong estuvo brevemente casada con el guitarrista rítmico de Australian Crawl, Brad Robinson. Siguiendo el consejo de su agente estadounidense y con el consentimiento de Robinson, se casó con su amigo Alexander Bernstein para resolver problemas de visa y permitirle trabajar en Estados Unidos. En 1990, se casó con el escritor y productor Mac Gudgeon cuando su hijo tenía tres meses. El matrimonio con Gudgeon terminó y en 1996 se casó con el constructor Mark Croft y tienen hijos gemelos. Armstrong y Croft se separaron en 2001. En 2008 vivía con sus tres hijos en el Valle de Yarra.

## Filmografía

### Películas
| Año  | Título                       | Papel               | Notas                  |
| ---- | ---------------------------- | ------------------- | ---------------------- |
| 1977 | The Getting of Wisdom        | Kate                |                        |
| 1979 | The Franky Doyle Story       | Lynn Warner         | Película de televisión |
| 1980 | Cornflakes For Tea           | Cherry              | Película de televisión |
| 1985 | Key Exchange                 | The Beauty          |                        |
| 1988 | Grievous Bodily Harm         | Annie               |                        |
| 1991 | Hunting                      | Michelle Harris     |                        |
| 1997 | Heart Of Fire                | Sue Tucker          | Película de televisión |
| 1997 | Amy                          | Sarah Trendle       |                        |
| 1998 | Denial                       | Mother              | Cortometraje           |
| 1998 | Justice                      | Annie Martin        |                        |
| 1999 | Taken                        | Sophia              | Cortometraje           |
| 2001 | Lantana                      | Sonja Zat           |                        |
| 2002 | Lost In Oz                   | Madre de Alex       | Sin acreditar          |
| 2004 | One Perfect Day              | Carolyn Matisse     |                        |
| 2004 | Oyster Farmer                | Trish               |                        |
| 2004 | A Hard Place                 | Voz                 | Cortometraje           |
| 2005 | Virus                        | Lillium Doubleheart | Cortometraje           |
| 2005 | Mind the Gap                 | Olivia Keeley       | Cortometraje           |
| 2006 | Wobbegong                    | Paula               | Cortometraje           |
| 2006 | Car Pool                     | Mrs. London         | Cortometraje           |
| 2007 | Razzle Dazzle                | Justine Morgan      |                        |
| 2008 | Reservations                 | Hellen              |                        |
| 2011 | The Forgotten Men            | Madre               | Cortometraje           |
| 2015 | Pawno                        | Jennifer Montgomery |                        |
| 2017 | 2:22                         | Catherine           |                        |
| 2019 | Two Heads Creek              | Mary                |                        |
| 2020 | The Very Excellent Mr Dundee | Ella                |                        |

### Televisión
| Año  | Título                                                | Papel                               | Notas                                                              |
| ---- | ----------------------------------------------------- | ----------------------------------- | ------------------------------------------------------------------ |
| 1974 | Marion                                                | Elizabeth Andrews                   | Miniserie, 4 episodios                                             |
| 1976 | The Sullivans                                         |                                     | Serie de televisión                                                |
| 1978 | Cop Shop                                              | Marlene Anderson / Angela Clark     | Serie de televisión, 2 episodios, invitada                         |
| 1979 | Prisoner                                              | Lynn Warner                         | Serie de televisión, 44 episodios, personaje regular (temporada 1) |
| 1980 | Hey Hey It's Saturday                                 | Ella misma                          | Serie de televisión, 1 episodio                                    |
| 1980 | Water Under the Bridge                                | Dora                                | Miniserie de televisión, 1 episodio, "1.8"                         |
| 1980 | Skyways                                               | Angela Murray                       | Serie de televisión, 49 episodios, personaje regular               |
| 1981 | Together Tonight                                      | Ella misma, copresentadora          | Serie de televisión                                                |
| 1984 | The Edge Of Night                                     | Tess McAdams                        | Serie de televisión, 24 episodios                                  |
| 1984 | Tales from the Darkside                               | Elaine Anderson Hall                | Serie de televisión, 1 episodio "Slippage"                         |
| 1984 | Murder, She Wrote                                     | Irina Katsa                         | Serie de televisión, 1 episodio "Death Takes a Curtain Call"       |
| 1985 | Dynasty                                               | Elena, Duquesa de Branagh           | Serie de televisión, 7 episodios, recurrente                       |
| 1988 | Australians: Mary McKillop                            | Matron                              | Miniserie de televisión, 1 episodio                                |
| 1988 | Barlow And Chambers: A Long Way From Home             | Shawn Burton                        | Miniserie de televisión                                            |
| 1989 | American Playhouse                                    | Eve Lummis                          | Serie de televisión, 1 episodio                                    |
| 1989 | Police Rescue                                         | Des McClintock                      | Recurrente                                                         |
| 1990 | Come In Spinner                                       | Deb Forrest                         | Miniserie de televisión, 2 episodios                               |
| 1993 | All Together Now                                      | Beth Sumner                         | Serie de televisión, 17 episodios, personaje regular               |
| 1993 | Halfway Across the Galaxy and Turn Left               | Oficial Jady                        | Serie de televisión, 13 episodios, personaje regular               |
| 1993 | Good Morning Australia                                | Ella misma                          | Serie de televisión                                                |
| 1994 | High Tide                                             | Valerie                             | Serie de televisión, 1 episodio "Beauty's Only Skin Deep"          |
| 1994 | Ocean Girl                                            | Dra. Dianne Bates                   | Serie de televisión, 26 episodios, protagonista (temporadas 1-2)   |
| 1995 | Blue Heelers                                          | Sandy Fielding                      | Serie de televisión, 1 episodio "Shadow Man"                       |
| 1996 | Halifax f.p.                                          | Fiona Holmes                        | Serie de televisión, 1 episodio "Sweet Dreams"                     |
| 1997 | The Making of Special: '20,000 Leagues Under The Sea' | Lydia Rawlings                      | Especial de televisión                                             |
| 1997 | 20.000 leguas de viaje submarino                      | Lydia Rawlings                      | Miniserie de televisión, 2 episodios                               |
| 1998 | SeaChange                                             | Heather Jelly                       | Personaje regular (temporadas 1-4)                                 |
| 1999 | Today Tonight                                         | Ella misma                          | Serie de televisión, 1 episodio                                    |
| 1999 | Denise                                                | Ella misma                          | Serie de televisión, 1 episodio                                    |
| 1999 | Laws                                                  | Ella misma                          | Serie de televisión, 1 episodio                                    |
| 1999 | The Panel                                             | Ella misma                          | Serie de televisión, 4 episodios                                   |
| 2000 | Eugénie Sandler P.I.                                  | Sylvia                              | "1.4"                                                              |
| 2001 | The Big Schmooze                                      | Ella misma                          | Serie de televisión, 1 episodio                                    |
| 2001 | Rove Live                                             | Ella misma                          | Serie de televisión, 1 episodio                                    |
| 2002 | MDA                                                   | Dra. Louella Davis                  | Protagonista                                                       |
| 2003 | Australian Story                                      | Ella misma                          | Serie de televisión, 1 episodio                                    |
| 2003 | The 2003 Australian Film Institute Awards             | Ella misma, presentadora            | Especial de televisión                                             |
| 2004 | George Negus Tonight                                  | Ella misma, invitada                | Serie de televisión, 1 episodio                                    |
| 2004 | The Making Of 'One Perfect Day'                       | Ella misma                          | Video                                                              |
| 2004 | Oyster Farmer: Cast and Crew Interviews               | Ella misma                          | Video                                                              |
| 2004 | Oyster Farmer: Deleted and Extended Scenes            | Ella misma                          | Video                                                              |
| 2006 | Dancing With The Stars                                | Ella misma, miembro de la audiencia | Serie de televisión, 6 episodios                                   |
| 2007 | 9am with David & Kim                                  | Ella misma, presentadora invitada   | Serie de televisión, 1 episodio                                    |
| 2007 | 20 To 1                                               | Ella misma                          | Serie de televisión, 10 episodios                                  |
| 2008 | Bed of Roses                                          | Louisa Atherton                     | Protagonista (temporadas 1-3)                                      |
| 2016 | The Wrong Girl                                        | Mimi Woodword                       | Protagonista                                                       |
| 2018 | I'm a Celebrity...Get Me Out of Here                  | Ella misma                          | Serie de televisión, 31 episodios                                  |
| 2018 | Show Me the Movie!                                    | Ella misma                          | 1 episodio                                                         |
| 2018 | Neighbours                                            | Heather Schilling                   | Recurrente                                                         |
| 2019 | SeaChange                                             | Heather Jelly                       | Serie de televisión, 13 episodios                                  |
| 2019 | Frayed                                                | Jean                                | Serie de televisión, support role (season 1-2), 12 episodios       |
| 2019 | Studio 10                                             | Ella misma                          | 1 episodio                                                         |
| 2019 | Today Extra                                           | Ella misma                          | 1 episodio                                                         |
| 2020 | News Breakfast                                        | Ella misma                          | Serie de televisión, 1 episodio                                    |
| 2020 | Grey Nomads                                           | Ella Rouche                         | Serie de televisión, 12 episodios                                  |
| 2021 | Spreadsheet                                           | Carol                               | Serie de televisión, 4 episodios                                   |
| 2022 | Joe vs. Carole                                        |                                     | Miniserie de televisión, 1 episodio                                |
| 2022 | ABC 90 Celebrate!                                     | Ella misma                          | Especial de televisión                                             |
| 2022 | Darby And Joan                                        | Summer                              | Miniserie de televisión, 1 episodio                                |
| 2022 | The Queen And Us                                      | Ella misma, narradora               | Especial de televisión                                             |
| 2022 | This Is Your Life: Rebecca Gibney                     | Ella misma, invitada                | Serie de televisión, 1 episodio                                    |